# Ginástica nos Jogos Olímpicos de Verão de 1896 - Argolas
A prova das Argolas foi o quinto evento da ginástica nos Jogos Olímpicos de Verão de 1896 a se realizar no dia 9 de abril. 8 atletas de três países disputaram a prova. Não se sabe quem foi o quarto colocado. Sabe-se apenas os nomes dos oito atletas e as posições dos três primeiros e do quinto colocado.

## Medalhistas
| Ouro   | GRE Ioannis Mitropoulos |
| Prata  | GER Hermann Weingärtner |
| Bronze | GRE Petros Persakis     |

## Resultados

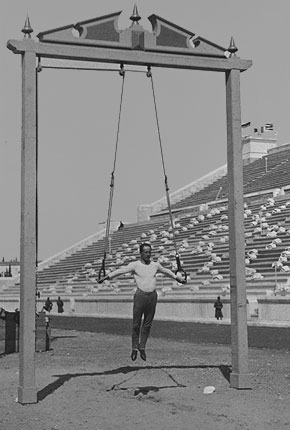
Hermann Weingärtner compete nas argolas

| Pos. | Atleta                  |
| ---- | ----------------------- |
|      | GRE Ioannis Mitropoulos |
|      | GER Hermann Weingärtner |
|      | GRE Petros Persakis     |
| 4    | desconhecido            |
| 5    | GER Carl Schuhmann      |
| -    | GER Konrad Böcker       |
| -    | GER Alfred Flatow       |
| -    | GER Gustav Flatow       |
| -    | HUN Desiderius Wein     |